# دهستان کوهپایه شرقی
دهستان کوهپایه شرقی نام دهستانی در بخش آبیک شهرستان آبیک، استان قزوین در ایران است. براساس سرشماری مرکز آمار ایران در سال ۱۳۸۵، جمعیت آن ۴٬۹۳۶ نفر (۱٬۳۹۲  خانوار) بوده‌است.